# آلباتروس ال. ۷۶
آلباتروس ال. ۷۶ (به انگلیسی: Albatros_L_76) یک هواگرد از نوع هواگرد شناسایی ساخت شرکت Albatros در آلمان است. هواگرد آلباتروس ال. ۷۶ نخستین پروازش را در ۱۹۲۷ میلادی انجام داد. در مجموع، تعداد ۶ فروند از این هواگرد ساخته شده‌است.